# Chidori-Kanal

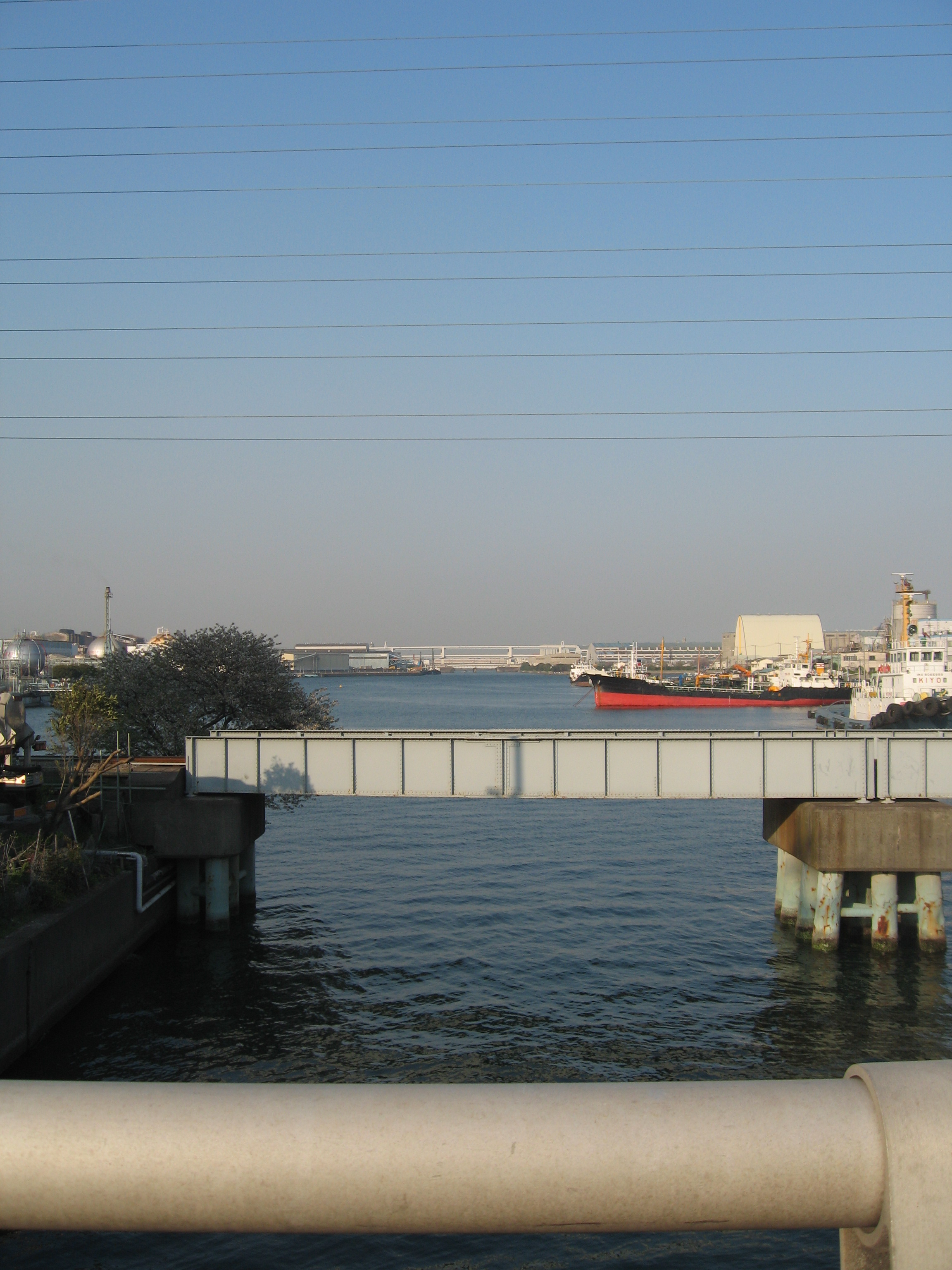
Chidori-Kanal

Der Chidori-Kanal (jap. 千鳥運河 Chidori unga, wörtlich „Tausend-Vögel-Kanal“) ist eine künstliche Wasserstraße in der japanischen Stadt Kawasaki (Präfektur Kanagawa). Der Name des Kanals leitet sich vom Viertel Chidori, das sich auf einer aufgeschütteten Insel im Küstensaum des Stadtbezirks Kawasaki befindet.

## Geographie
Der Kanal liegt im zum Keihin-Industriegürtel gehörigen Südteil des Stadtbezirks Kawasaki. Er verläuft von Nordost nach Südwest zwischen den Vierteln Chidori und Shiohama.

## Technische Daten
- Anfangspunkt: am Zusammenfluss des Tama-, Daishi- und Suehiro-Kanals.
- Endpunkt: am Zusammenfluss von Mizue-, Yakō- und Shiohama-Kanal
- Länge: 1120 m
- Breite: 150 m
- Tiefe: 2–5 m

Koordinaten: 35° 31′ 17″ N, 139° 44′ 59″ O